# كلوريد السيزيوم
 كلوريد السيزيوم مركب كيميائي صيغته CsCl، ويكون على شكل بلورات بيضاء.

## الخواص

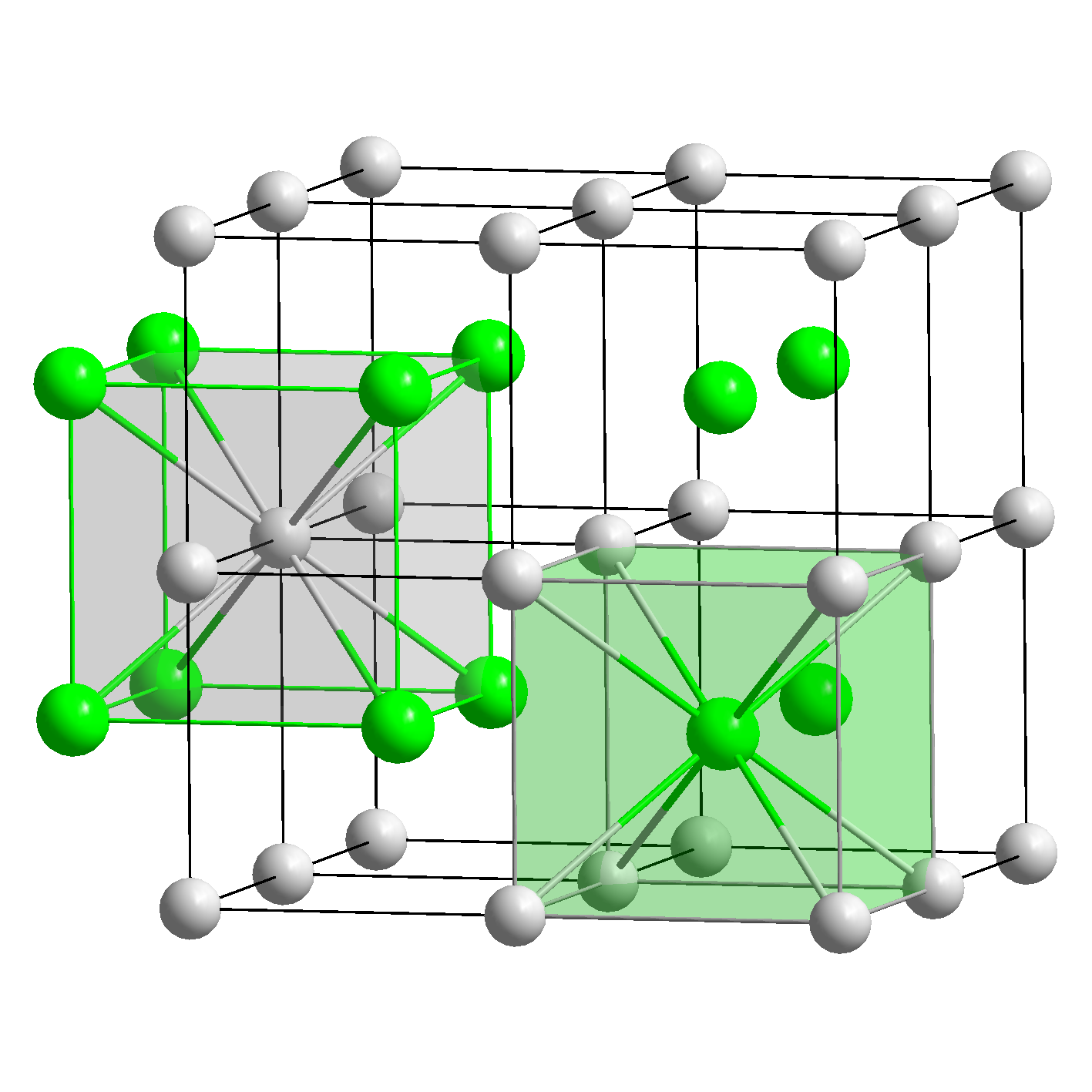
الشبكة البلورية لمركب كلوريد السيزيوم

- البنية البلورية لمركب كلوريد السيزيوم بنية مكعبة مميزة بحيث يحيط بكل أيون سيزيوم في الشبكة البلورية ثمان أيونات من الكلوريد، كما يحيط بكل أيون كلوريد ثمان أيونات من السيزيوم.
- ينحل مركب كلوريد السيزيوم بشكل جيد في الماء ( 160 غ لكل 100 مل ماء عند الدرجة 0° س). ينحل أيضاً في الإيثانول.
- بلورات كلوريد السيزيوم لها قدرة كبيرة على الاسترطاب.

## التحضير
يحضر مركب كلوريد السيزيوم من هيدروكسيد السيزيوم أو كربونات السيزيوم مع حمض هيدروكلوريك. 

## الاستخدامات
- يستخدم في تنقية الأحماض النووية مخبرياً باستخدام تقنية التثفيل.
- يستخدم كمرشح في مطيافية الامتصاص الذري للفلزات ذات التأين السهل.